# Choi Myung-bin
Choi Myung-bin (en hangul, 최명빈; nacida el 15 de abril de 2008) es una actriz  surcoreana. Debutó en 2016, y desde entonces  ha aparecido en numerosas películas y series televisivas. Es conocida sobre todo por su actuación en El afecto del rey (2021) y la serie de fin de semana Young Lady and Gentleman (2021-2022) por la que  ganó el premio a la Mejor actriz infantil en los KBS Drama Awards de 2021. Ha actuado asimismo en películas como The Vanished (2018) y Esperando la lluvia (2021).

## Carrera
Choi Myung-bin forma parte de la agencia Prain TPC.
En 2021, Choi interpretó a la protagonista femenina durante su infancia en el drama romántico histórico de KBS El afecto del rey, y fue elogiada por su doble actuación como príncipe heredero Lee Hwi y la doncella de la corte Dam-yi. El mismo año, fue elegida para la serie de fin de semana de KBS2 Young Lady and Gentleman como Lee Jae-ni, la hija mayor del protagonista masculino. Su actuación en ambas series le valió el premio a la Mejor actriz infantil en los KBS Drama Awards 2021.
En 2022 aparece en el drama romántico de TVN Veinticinco, veintiuno como Kim Min-chae, la hija de la protagonista, y entre ese año y 2023 vuelve a ser la hija de los protagonistas en El tranvía, serie de misterio de SBS.

## Filmografía

### Películas
| Año  | Título               | Papel                   | Notas | Ref.   |
| ---- | -------------------- | ----------------------- | ----- | ------ |
| 2016 | Queen of Walking     | Man-bok a los ocho años |       | [ 10 ] |
| 2018 | The Vanished         | Hwa-yeong               |       | [ 11 ] |
| 2019 | My First Client      | Kim Da-bin              |       | [ 11 ] |
| 2019 | Tazza: One Eyed Jack | Madonna de niña         |       | [ 11 ] |
| 2021 | Esperando la lluvia  | Gong So-hee de niña     |       | [ 11 ] |

### Series de televisión
| Año     | Título                          | Papel                           | Canal        | Notas              | Ref.   |
| ------- | ------------------------------- | ------------------------------- | ------------ | ------------------ | ------ |
| 2017    | Tunnel                          | Yoon Soo-jung                   | OCN          | Cameo, episodio 4  |        |
| 2017    | Chicago Typewriter              | Jeon Seol (niña)                | tvN          | Aparición especial |        |
| 2017    | Suspicious Partner              | Eun Bong-hee (niña)             | SBS          |                    |        |
| 2017    | KBS TV Novel: Dal Soon's Spring | Han Hong-joo (niña)             | KBS2         |                    |        |
| 2017    | Black                           | Kang Ha-ram (niña)              | OCN          | Aparición especial |        |
| 2017    | Prison Playbook                 | Hija del teniente Paeng Se-yoon | tvN          | Cameo, episodio 16 |        |
| 2018    | Your House Helper               | Im Da-young (niña)              | KBS2         | Aparición especial |        |
| 2018    | Return                          | So-mi                           | SBS          |                    | [ 12 ] |
| 2018    | 100 Days My Prince              | Kim So-hye (niña)               | tvN          |                    | [ 13 ] |
| 2019    | Trap                            | Ko Min-joo                      | OCN          |                    |        |
| 2019    | Kill It                         | Do Hyun-jin (niña)              | OCN          | Cameo, episodio 6  |        |
| 2019    | Queen: Love and War             | Kang Eun-bo/Kang Eun-gi (niña)  | TV Chosun    | Aparición especial |        |
| 2020    | Itaewon Class                   | Cho Yi-seo (niña)               | JTBC         | Cameo, episodio 3  |        |
| 2021    | Dramaworld 2                    | Sam                             | Viki Netflix | Serie web          |        |
| 2021    | Voice 4                         | Kang Kwon-joo (niña)            | tvN          |                    | [ 14 ] |
| 2021    | El afecto del rey               | Lee Hwi / Lee Dam-yi (niña)     | KBS2         |                    | [ 5 ]  |
| 2021-22 | Young Lady and Gentleman        | Lee Jae-ni                      | KBS2         |                    | [ 15 ] |
| 2022    | Veinticinco, veintiuno          | Kim Min-chae                    | tvN          |                    | [ 8 ]  |
| 2022-23 | El tranvía                      | Nam Yoon-seo                    | SBS          |                    | [ 9 ]  |
| 2024    | No Way Out: The Roulette        | Baek So-mi                      | U+ Mobile TV | Serie web          | [ 16 ] |
| 2025    | Un chico ejemplar               | Ko Jung-a                       | JTBC         |                    | [ 17 ] |

## Discografía
| Fecha de aparición  | Canciones infantiles | Junto a                                                        | Compañía    | Ref.   |
| Wicked              | Wicked               | Wicked                                                         | Wicked      | Wicked |
| ------------------- | -------------------- | -------------------------------------------------------------- | ----------- | ------ |
| 18 de abril de 2016 | Hello                | Lee Ha-rang, Choi Ye-na, Kwak I-an, Park Ye-eum, Hong Eui-hyun | Genie Music | [ 18 ] |
| 18 de abril de 2016 | Thinking of Brother  | Park Ye-eum                                                    | Genie Music | [ 18 ] |

## Premios y nominaciones
| Año  | Premio            | Categoría             | Papel                                        | Resultado | Ref.   |
| ---- | ----------------- | --------------------- | -------------------------------------------- | --------- | ------ |
| 2021 | Premios KBS Drama | Mejor actriz infantil | Young Lady and Gentleman y El afecto del rey | Ganadora  | [ 7 ]  |
| 2023 | Premios SBS Drama | Mejor actriz infantil | El tranvía                                   | Nominada  | [ 19 ] |